# Чачковський Михайло
Михайло Чачковський (1844 — 4 грудня 1909, Львів або Вікно) — український греко-католицький священник, громадський та освітній діяч.

## Життєпис
Народився 1844 року, місце народження поки невідоме.
Почесний радник Митрополичої консисторії, крилошанин. Навчався в цісарсько-королівській Державній вищій гімназії в Тернополі. Співзасновник (1864) і 1-й голова («війт») тернопільської студентської «Громади», до складу якої також входили, зокрема, Олександр Барвінський, Євген Олесницький, Іван Пулюй. Студіював богослов'я у Львові. Рукопокладаний у сан священника в 1869 році.
Сотрудник (помічник пароха) у с. Кам'янках (до 2020 року — Підволочиського району), згодом парох у містечку Товстому (нині село Чортківського р-ну) протягом багатьох років. Також був комісаром Гримайлівської шкільної округи. Від 1909 року — на парохії в с. Вікно (нині Чортківського району). Виступав за викладання предметів у школах українською мовою. 
Є. Олесницький, О. Барвінський у своїх споминах згадали про нього як про визначного громадського діяча.
Помер 4 грудня 1909 року у Львові або в с. Вікні.